# (4082) Swann
(4082) Swann est un astéroïde de la ceinture principale.

## Description
(4082) Swann est un astéroïde de la ceinture principale. Il fut découvert le 27 septembre 1984 à l'Observatoire Palomar par Carolyn S. Shoemaker. Il présente une orbite caractérisée par un demi-grand axe de 2,39 UA, une excentricité de 0,26 et une inclinaison de 9,6° par rapport à l'écliptique.

## Compléments